# Alexander Mronz
Alexander Mronz (Colonia, 7 aprile 1965) è un ex tennista tedesco.

## Carriera
Ottenne il suo best ranking in singolare l'8 aprile 1991 con la 73ª posizione, mentre nel doppio divenne il 3 ottobre 1994, il 74º del ranking ATP.
In doppio, in carriera, vinse un solo torneo del circuito ATP nel 1988: lo Schenectady Open; in quell'occasione, in coppia con lo statunitense Greg Van Emburgh superò in tre set la coppia formata da Paul Annacone e Patrick McEnroe con il risultato di 6-3, 6-7, 7-5. In altre quattro casi, raggiunse la finale uscendone però sconfitto, l'ultimo dei quali nel 1993 nel Australian Indoor Championships, torneo che faceva parte dell'ATP Championship Series.
La migliore prestazione nei tornei del grande Slam è stata ottenuta nel Torneo di Wimbledon 1995, nel quale riuscì a raggiungere il quarto turno superando nell'ordine l'olandese Sjeng Schalken, il danese Kenneth Carlsen e lo statunitense Jeff Tarango prima di venire sconfitto con un triplo 6-3, da Andre Agassi.

## Statistiche

### Tornei ATP

#### Doppio

##### Vittorie (1)
| Legenda singolare                                    |
| Grande Slam (0)                                      |
| ATP World Tour Finals (0)                            |
| ATP Super 9 / ATP Masters Series (0)                 |
| ATP Championship Series / ATP International Gold (0) |
| ATP World Series / ATP International Series (1)      |

| Numero | Data           | Torneo                        | Superficie | Compagno         | Avversari in finale           | Punteggio     |
| 1.     | 18 luglio 1988 | Schenectady Open, Schenectady | Cemento    | Greg Van Emburgh | Paul Annacone Patrick McEnroe | 6-3, 6-7, 7-5 |

##### Sconfitte in finale (4)
| Legenda singolare                                    |
| Grande Slam (0)                                      |
| ATP World Tour Finals (0)                            |
| ATP Super 9 / ATP Masters Series (0)                 |
| ATP Championship Series / ATP International Gold (1) |
| ATP World Series / ATP International Series (3)      |

| Numero | Data             | Torneo                                             | Superficie  | Compagno         | Avversari in finale             | Punteggio |
| 1.     | 10 ottobre 1988  | Tel Aviv Open, Tel Aviv                            | Cemento     | Patrick Baur     | Roger Smith Paul Wekesa         | 3-6, 3-6  |
| 2.     | 1º gennaio 1990  | Australian Men's Hardcourt Championships, Adelaide | Cemento     | Michiel Schapers | Andrew Castle Nduka Odizor      | 6-7, 2-6  |
| 3.     | 9 settembre 1991 | Bordeaux Open, Bordeaux                            | Cemento     | Patrik Kühnen    | Arnaud Boetsch Guy Forget       | 2-6, 2-6  |
| 4.     | 4 ottobre 1993   | Australian Indoor Championships, Sydney            | Cemento (i) | Lars Rehmann     | Patrick McEnroe Richey Reneberg | 3-6, 5-7  |

### Tornei minori

#### Singolare

##### Vittorie (6)
| Legenda tornei minori |
| Challenger (6)        |
| Futures (0)           |

| Numero | Data             | Torneo                                | Superficie    | Avversario in finale | Punteggio |
| 1.     | 3 aprile 1989    | Martinique Challenger, Martinica      | Cemento       | Dan Cassidy          | 6-3, 7-6  |
| 2.     | 29 ottobre 1990  | Bergen Challenger, Bergen             | Sintetico (i) | Jan Gunnarsson       | 6-4, 6-4  |
| 3.     | 28 ottobre 1991  | Lambertz Open by STAWAG, Aquisgrana   | Sintetico (i) | Martin Střelba       | 6-4, 6-3  |
| 4.     | 1º febbraio 1993 | Lippstadt Challenger, Lippstadt       | Sintetico (i) | David Engel          | 7-6, 6-2  |
| 5.     | 29 novembre 1993 | Kuala Lumpur Challenger, Kuala Lumpur | Cemento       | Tommy Ho             | 6-1, 6-0  |
| 6.     | 7 febbraio 1994  | Volkswagen Challenger, Wolfsburg      | Sintetico (i) | Albert Chang         | 6-3, 7-5  |

#### Doppio

##### Vittorie (6)
| Legenda tornei minori |
| Challenger (6)        |
| Futures (0)           |

| Numero | Data             | Torneo                                      | Superficie    | Compagno        | Avversari in finale              | Punteggio     |
| 1.     | 6 luglio 1987    | Travemunde Open, Travemünde                 | Terra rossa   | Karsten Saniter | Nicklas Kroon Mats Oleen         | 6-7, 7-6, 6-4 |
| 2.     | 1º marzo 1993    | Garmisch Challenger, Garmisch-Partenkirchen | Sintetico (i) | Mike Bauer      | Filip Dewulf Tom Vanhoudt        | 7-6, 3-6, 6-2 |
| 3.     | 31 gennaio 1994  | Lippstadt Challenger, Lippstadt             | Sintetico (i) | Arne Thoms      | Brent Haygarth Marius Barnard    | 6-2, 6-4      |
| 4.     | 28 febbraio 1994 | Garmisch Challenger, Garmisch-Partenkirchen | Sintetico (i) | Patrik Kühnen   | Thomas Gollwitzer Brent Haygarth | 6-4, 6-2      |
| 5.     | 1º agosto 1994   | Istanbul Challenger, Istanbul               | Cemento       | Alex Antonitsch | Bent-Ove Pedersen Olli Rahnasto  | 6-3, 6-4      |
| 6.     | 12 dicembre 1994 | Cologne Challenger, Colonia                 | Cemento       | Udo Riglewski   | Pat Cash Jörn Renzenbrink        | 6-4, 6-2      |